# Pseudochirulus caroli
Pseudochirulus caroli är en pungdjursart som först beskrevs av Thomas 1921. Pseudochirulus caroli ingår i släktet Pseudochirulus och familjen ringsvanspungråttor. IUCN kategoriserar arten globalt som livskraftig.
Pungdjuret förekommer i västcentrala Nya Guinea. Arten vistas där i låglandet och i upp till 2200 meter höga bergstrakter som är täckta av tropisk regnskog.

## Underarter
Arten delas in i följande underarter:
- P. c. caroli
- P. c. versteegi